# Hassen Nouisseri
Hassen Nouisseri, né le 24 octobre 1898 à Tunis et décédé le 22 juillet 1970 dans la même ville, est un footballeur tunisien ayant évolué au Club africain.
Il est l'un des fondateurs du Club africain, une figure historique du club, l'un de ses pionniers et un membre de son premier bureau directeur.
Il est tour à tour voire simultanément joueur et dirigeant. 